# Кумасси
Coomassie brilliant blue (кумасси бриллиантовый синий) — название двух близких трифенилметановых красителей, разработанных для текстильной индустрии, но в настоящее время широко используемых в аналитической биохимии для окраски белков. Coomassie Brilliant Blue G-250 отличается от R-250 наличием двух метильных групп. Название «Coomassie» — зарегистрированный товарный знак Imperial Chemical Industries.

## Название и история открытия
Название Кумасси было зарегистрировано в конце 19 века в качестве торговой марки компанией Blackley, для красителей шерсти. В 1896 году в ходе Четвертой Англо-ашантийской войны, войска Великобритании заняли город Coomassie (в настоящее время Кумаси в Гане). В 1918 году компания Levinstein Ltd, владелец торговой марки Кумасси, стала частью компании British Dyestuffs, которая в 1926 году была поглощена компанией Imperial Chemical Industries. В настоящее время компания Imperial Chemical Industries не производит красителей, но остается владельцем торговой марки Coomassie .
Синие красители на основе сернистных производных трифенилметана были впервые получены в 1913 году Максом Вейлером, который работал в городе Вупперталь (Германия).
Статьи в биохимических журналах часто не расшифровывают, какой именно краситель «Coomassie» был использован. Перечень цветов en:Colour Index International содержит более 40 красителей, содержащих термин «Coomassie» в названии. Синий краситель кумасси из перечня Merck Index (10th edition) — Coomassie Blue RL (Acid Blue 92, C.I. 13390) имеет совершенно иную структуру.

## Цвет красителя

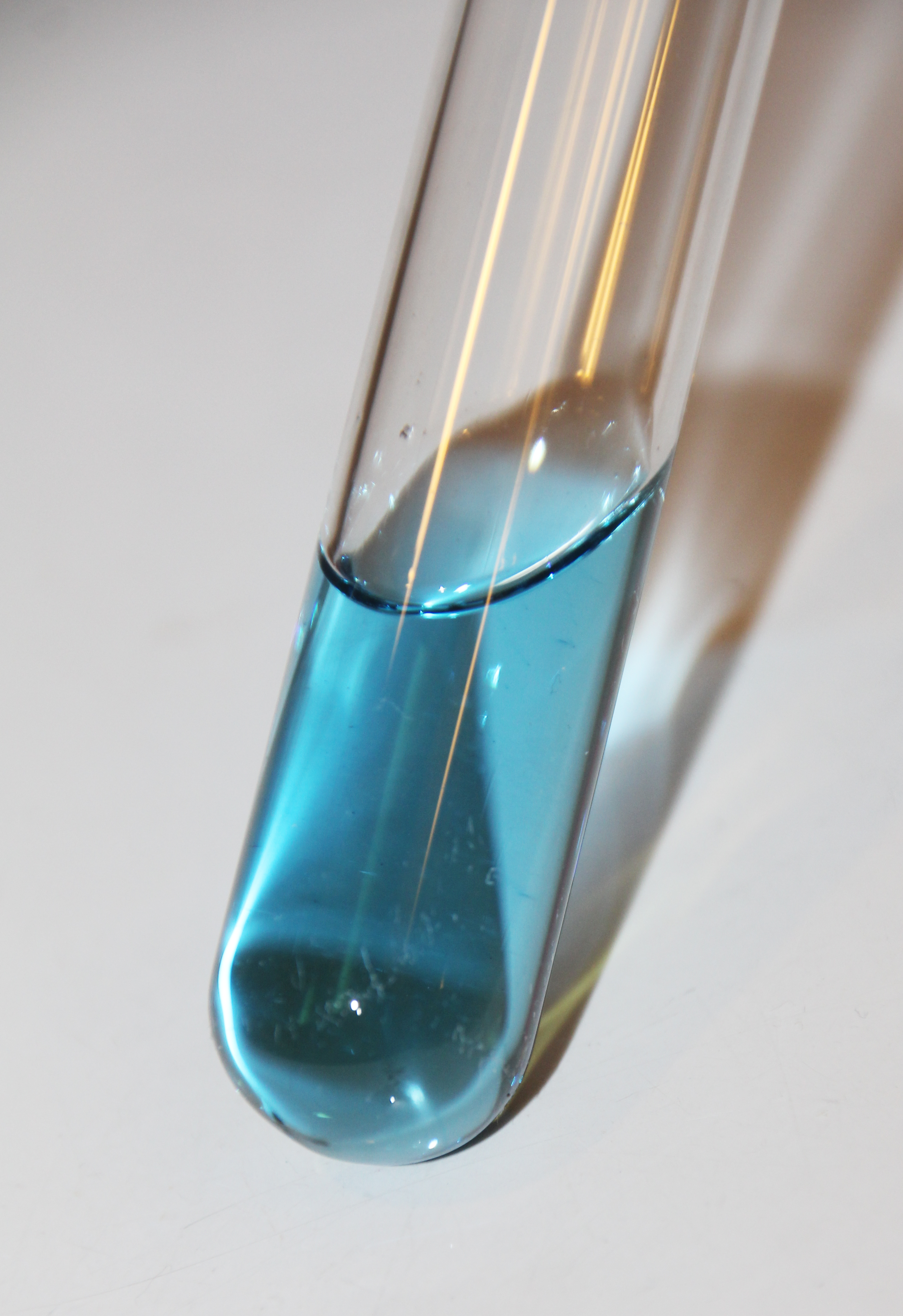
Раствор бриллиантового синего кумасси G в изопропаноле

Суффикс «R» в названии красителя Coomassie Brilliant Blue R-250 является аббревиатурой от слова Red (красный), так как синий цвет красителя имеет слабый красноватый оттенок. Вариант красителя с суффиксом «G» имеет слабый зеленоватый оттенок. Цифры «250» обозначали чистоту красителя.
Цвет красителей зависит от кислотности среды. Краситель «G» подробно изучен. При pH ниже 0 краситель имеет красную окраску и максимум поглощения на длине 470 нм. При pH около 1 краситель зеленый и максимум поглощения составляет 620 нм. При рН выше 2 краситель ярко-синий, максимум поглощения на 595. При pH 7 краситель имеет коэффициент молярной экстинкции 43,000 M−1см−1.
Изменение окраски раствора соответствует изменению заряда молекулы красителя. В красной форме три атома азота заряжены положительно. Два остатка серной кислоты имеют очень низкий pKa и потому обычно заряжены отрицательно, поэтому при pH близких к нулю, краситель представляет собой катион с суммарным зарядом +1. Зеленый цвет соответствует незаряженной молекуле. При pH 7 лишь атом азота в составе дифениламина имеет положительный заряд, поэтому молекула в целом является анионом с суммарным зарядом −1. Значения pKa, необходимые для потери двух протонов составляют 1,15 и 1,82. Последний протон отрывается в щелочной среде, при этом молекула приобретает розовую окраску (pKa 12,4).
Красители образуют комплекс с анионными детергентами, например, с лаурилсульфатом натрия. Образование такого комплекса стабилизирует зеленый цвет нейтральной формы красителя. Этот эффект может оказывать влияние на определение концентрации при помощи метода Бредфорда. Вероятно, анионные детергенты конкурируют с красителем за связывание с белком.

## Использование в биохимии

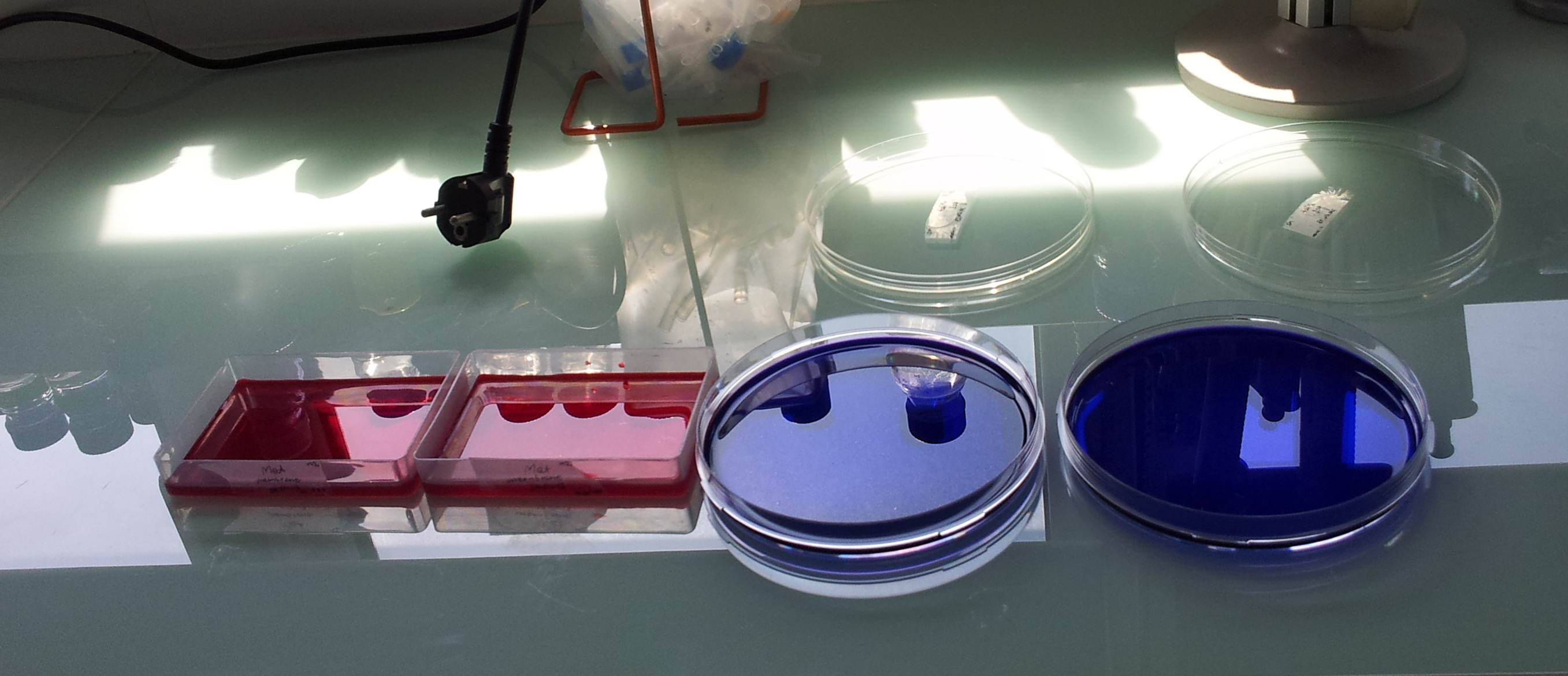
Раствор бриллиантового синего кумасси (справа) подготовленный для вестерн-блоттинга

Coomassie Brilliant Blue R-250 был использован для окрашивания белков в 1964 году. Образцы белков были разделены электрофорезом на листе ацетата целлюлозы. Лист помещали в сульфосалициловую кислоту для фиксации белков и затем переносили в раствор красителя.
В 1965 году Coomassie Brilliant Blue R-250 был использован для окрашивания белков после электрофоретического разделения в полиакриламидном геле. Гель помещали в раствор красителя, содержащий метанол, уксусную кислоту и воду. После окрашивания белков полиакриамидный гель (ПААГ) должен был быть отмыт электрофоретически. Далее было показано, что гель может быть отмыт раствором уксусной кислоты.
Краситель «G» был впервые использован для визуализации белков в полиакриламидном геле в 1967 году, при этом краситель растворяли в растворе уксусной кислоты с метанолом.
Позднее было показано, что белковые полосы могут быть окрашены без коллоидного красителя «G», в растворе трихлоруксусной кислоты без метанола. Использование этого протокола не требует отмывания геля.
Современные протоколы используют коллоидную форму красителя «G» в растворе, содержащем фосфорную кислоту, этанол (или метанол) и сульфат аммония.
Метод Бредфорда использует спектральные свойства Coomassie Brilliant Blue G-250 для определения количества белка в растворе. Для этого к образцу белка добавляют раствор красителя в фосфорной кислоте и этаноле. В кислых условиях краска имеет коричневый цвет, но при связывании с белком становится синей. Оптическое поглощение раствора измеряют на длине волны 595 нм.
Связывание белка с отрицательно заряженным Coomassie Brilliant Blue G-250 придаёт белку отрицательный заряд, что может быть использовано при разделении смесей белков в ПААГ в неденатурирующих условиях при помощи метода Blue Native PAGE.
Подвижность комплекса в полиакриламидном геле зависит от размера белка, белкового комплекса, а также количества красителя, связываемого белком.

## Протоколы
- Окрашивание белковых гелей коллоидным Кумасси G250
- Окрашивание белковых гелей Coomassie brilliant blue R250